# Matteo Giupponi
Matteo Giupponi (Bérgamo, 8 de octubre de 1988) es un deportista italiano que compite en atletismo, especialista en la disciplina de marcha.
Ganó una medalla de bronce en el Campeonato Europeo de Atletismo de 2022, en la prueba de 35 km. Participó en los Juegos Olímpicos de Río de Janeiro 2016, ocupando el octavo lugar en la prueba de 20 km.

## Palmarés internacional
| Campeonato Europeo | Campeonato Europeo | Campeonato Europeo | Campeonato Europeo |
| Año                | Lugar              | Medalla            | Prueba             |
| ------------------ | ------------------ | ------------------ | ------------------ |
| 2022               | Múnich (Alemania)  | Medalla de bronce  | 35 km marcha       |